# Englisch für Anfänger (Fernsehsendung)
Englisch für Anfänger ist ein deutscher Englisch-Sprachkurs in Form einer 51-teiligen Fernsehserie, der 1982 im Auftrag des Bayerischen Fernsehens für das Telekolleg I, das zur mittleren Reife führte, produziert wurde und seither als Wiederholung ausgestrahlt wird. Der Kurs richtet sich an deutschsprachige Zuschauer im Erwachsenenalter, die Englisch von Grund auf lernen möchten. Als Moderator der Sendungen fungiert der britische Buchautor Graham Pascoe, der zweisprachig durch das Programm führt. Die beiden britischen Schauspieler Jane Egan und Russell Grant spielen in kurzen Szenen alltägliche Begebenheiten nach, anhand derer dem Zuschauer englische Grammatik und Vokabeln auf Anfänger-Niveau nähergebracht werden. Zu der Serie sind Begleitbücher und DVDs mit den Folgen 1 bis 51 erschienen.

## Folgen
1. An Interview
2. At the Job Centre
3. Jane’s Birthday
4. A Busy Office
5. A Picnic at Windsor
6. Eating out
7. The Football Pools
8. Do it Yourself
9. A Driving Lesson
10. Asking the Way
11. A Working Breakfast
12. Shopping
13. A Stroll in Covent Garden
14. Whose Photo Is It?
15. At the Travel Agent’s
16. Beginner’s Luck
17. A Visit to Scotland
18. Something for Everybody
19. A Bank Robbery
20. Getting a Job
21. At a Party
22. At the Lost Property Office
23. At the Airport
24. It Never Rains But It Pours
25. Portobello Road
26. A Breakdown
27. Finding Somewhere to Live
28. The Professor’s Speech
29. The Inventor
30. The Editor’s Office
31. The Election Campaign
32. The Helpful Neighbour
33. At the Police Station
34. Mail Order Shopping
35. A Tour of Ireland
36. To Buy or Not to Buy[1]
37. In the Museum
38. What a Way to Run an Airline
39. Out to Brunch
40. Washington D. C.
41. Crime in the City
42. On campus
43. Rehearsal
44. At the Dentist’s
45. The New Sports Car
46. Going on Strike
47. Car Maintenance
48. An Accident
49. The Darts Champion[2]
50. Breakfast Television
51. How a Car is Made

## Bücher
- Englisch für Anfänger – Übungsband, ISBN 978-3-8058-3192-5.
- Englisch für Anfänger Band 1, Brmedia Telekolleg, 2010, ISBN 978-3-941282-26-1.
- Englisch für Anfänger Band 2, Brmedia Telekolleg, 2008, ISBN 978-3-9812051-4-5.
- Englisch für Anfänger Band 3, Brmedia Telekolleg, 2008, ISBN 978-3-941282-03-2.
- Englisch für Anfänger Band 4, Brw-Service Telekolleg, 2008, ISBN 978-3-941282-04-9.

## DVD
- Englisch für Anfänger DVD Komplettpaket. 51 Folgen, ISBN 978-3-8058-3600-5.[3]